# Vermentino di Gallura
Le Vermentino di Gallura est un vin DOCG produit dans la province de Sassari, il doit son nom au cépage Vermentino et à la région de la Gallura.

## Caractéristiques organoleptiques
- Robe: Jaune paille à verdâtre
- Bouquet: nez subtil, intense, délicat.
- Gout: délicat, souple, arrière-gout légèrement amer de fleurs fraiches.

## Plats conseillés
Agréable très frais en apéritif (environ 6-8°).
Se marie bien aux poissons grillés, fruits de mer et fromage de brebis jeune (pecorino sardo) servi à 10-12°.

## Production
Province, saison, volume en hectolitres
- Sassari  (1996/97)  15104,18